# NGC 6073
NGC 6073 este o galaxie spirală situată în constelația Hercule. A fost descoperită în 21 martie 1784 de către William Herschel. Se află la o distanță de 65,16 de megaparseci de Pământ.